# Olga Sliússareva
Olga Sliússareva (en rus: Ольга Слюсарева) (Txervoni Donets, Unió Soviètica 1969) és una ciclista russa, ja retirada, guanyadora de tres medalles olímpiques.

## Biografia
Va néixer el 28 d'abril de 1969 a la ciutat de Txervoni Donets, població situada en aquells moments a la República Socialista Soviètica d'Ucraïna (Unió Soviètica) i que avui dia forma part d'Ucraïna. En dissoldre's la Unió Soviètica adquirí la nacionalita russa.

## Carrera esportiva

### Jocs Olímpics
Especialista en la modalitat de ciclisme en pista i ciclisme en ruta, va participar, als 31 anys, en els Jocs Olímpics d'Estiu de 2000 realitzats a Sydney (Austràlia), on va aconseguir guanyar la medalla de bronze en la prova femenina de cursa per punts. En aquests mateixos Jocs va participar en les proves en ruta individual, on va finalitzar quaranta-dosena, i en la prova de contrarellotge, on va finalitzar vint-i-tresena.
En els Jocs Olímpics d'Estiu de 2004 realitzats a Atenes (Grècia) va aconseguir guanyar la medalla d'or en la prova femenina per punts i la medalla de bronze en la prova en ruta individual. Així mateix fou sisena en la prova de persecució individual de 3.000 metres, aconseguint guanyar un diploma olímpic, i dotzena en la prova de contrerolletge.
Participà en els Jocs Olímpics d'Estiu de 2008 realitzats a Pequín (República Popular de la Xina), on va finalitzar vuitena en la prova de cursa per punts, aconseguint així un nou diploma olímpic.

## Palmarès en pista
- 1996
  - Campiona d'Europa en Òmnium Endurance
- 1998
  - Campiona d'Europa en Òmnium Endurance
- 1999
  - Campiona d'Europa en Òmnium Endurance
- 2000
  -  Medalla de bronze als Jocs Olímpics del 2000 en Puntuació
- 2001
  -  Campiona del món de puntuació
  - Campiona d'Europa en Òmnium Endurance
- 2002
  -  Campiona del món de puntuació
  - Campiona d'Europa en Òmnium Endurance
- 2003
  -  Campiona del món de puntuació
  -  Campiona del món de scratch
  - Campiona d'Europa en Òmnium Endurance
- 2004
  -  Medalla d'or als Jocs Olímpics del 2004 en Puntuació
  -  Campiona del món de puntuació
- 2005
  -  Campiona del món de scratch
  - Campiona d'Europa en Òmnium Endurance

### Resultats a laCopa del Món
- 1993
  - 1a a Copenhaguen, en Velocitat
- 1994
  - 1a a Bassano del Grappa, en Puntuació
- 1996
  - 1a a l'Havana, en 500 m.
  - 1a a l'Havana, en Velocitat
- 1999
  - 1a a Frisco, en Puntuació
- 2000
  - 1a a Torí, en Puntuació
- 2001
  - 1a a Pordenone, en Puntuació
  - 1a a Pordenone, en Persecució
- 2002
  - 1a a Moscou, en Puntuació
  - 1a a Moscou, en Scratch
- 2003
  - 1a a Moscou, en Puntuació
- 2004
  - 1r a la Classificació general i a la prova de Moscou, en Scratch
  - 1a a Moscou, en Puntuació
- 2005-2006
  - 1a a Moscou, en Puntuació
- 2007-2008
  - 1a a Sydney, en Persecució per equips

## Palmarès en ruta
- 1994
  - 1a al Gran Premi de Dottignies
- 1999
  - Vencedora d'una etapa al Gran Bucle
- 2001
  -  Campiona de Rússia en contrarellotge
  - 1a al Trofeu Internacional
  - Vencedora de 2 etapes del Tour de l'Aude
  - Vencedora d'una etapa a la Gracia ČEZ-EDĚ
  - Vencedora de 3 etapes al Gran Bucle
- 2002
  - Vencedora d'una etapa del Giro d'Itàlia
  - Vencedora d'una etapa al Gran Bucle
  - Vencedora d'una etapa a la Volta a Castella i Lleó
- 2003
  - Vencedora de 2 etapes de l'Eko Tour Dookola Polski
  - Vencedora d'una etapa a l'Emakumeen Bira
- 2004
  -  Medalla de bronze als Jocs Olímpics del 2004 en Ruta
  -  Campiona de Rússia en contrarellotge
  - 1a al Gran Premi della Liberazione
  - Vencedora d'una etapa del Giro d'Itàlia
- 2006
  -  Campiona de Rússia en ruta
  -  Campiona de Rússia en contrarellotge
  - Vencedora de 3 etapes del Giro d'Itàlia